# Siège d'Otchakov (1788)
Guerre russo-turque de 1787-1792
Batailles
- Kinburn
- Otchakov
- Île des Serpents (Fidonisi)
- Focșani
- Râmnic
- Kertch
- Tendra
- Izmaïl
- Măcin
- Kaliakra

Le second siège d'Otchakov (aujourd'hui Otchakiv, en Ukraine) fut l'un des événements majeurs de la guerre russo-turque de 1787-1792.

## Déroulement
Les forces russes, dirigées par le prince Grigori Potemkine et le général Alexandre Souvorov, assiégèrent en 1788 la ville d'Otchakov, capitale de la province éponyme, tenue par l'armée ottomane sous le commandement de Hassan Pacha. Potemkine ignora la demande de Souvorov de prendre immédiatement la ville d'assaut et la fit bombarder avec son artillerie tout en coupant les approvisionnements des défenseurs en nourriture et munitions. Maintenant ainsi ses soldats hors des combats directs, Potemkine fut en mesure de minimiser le nombre de victimes russes, mais il fut accusé de lâcheté par ses généraux. Les discussions au sujet de l'assaut se poursuivirent au quartier général russe pendant toute la durée du siège.

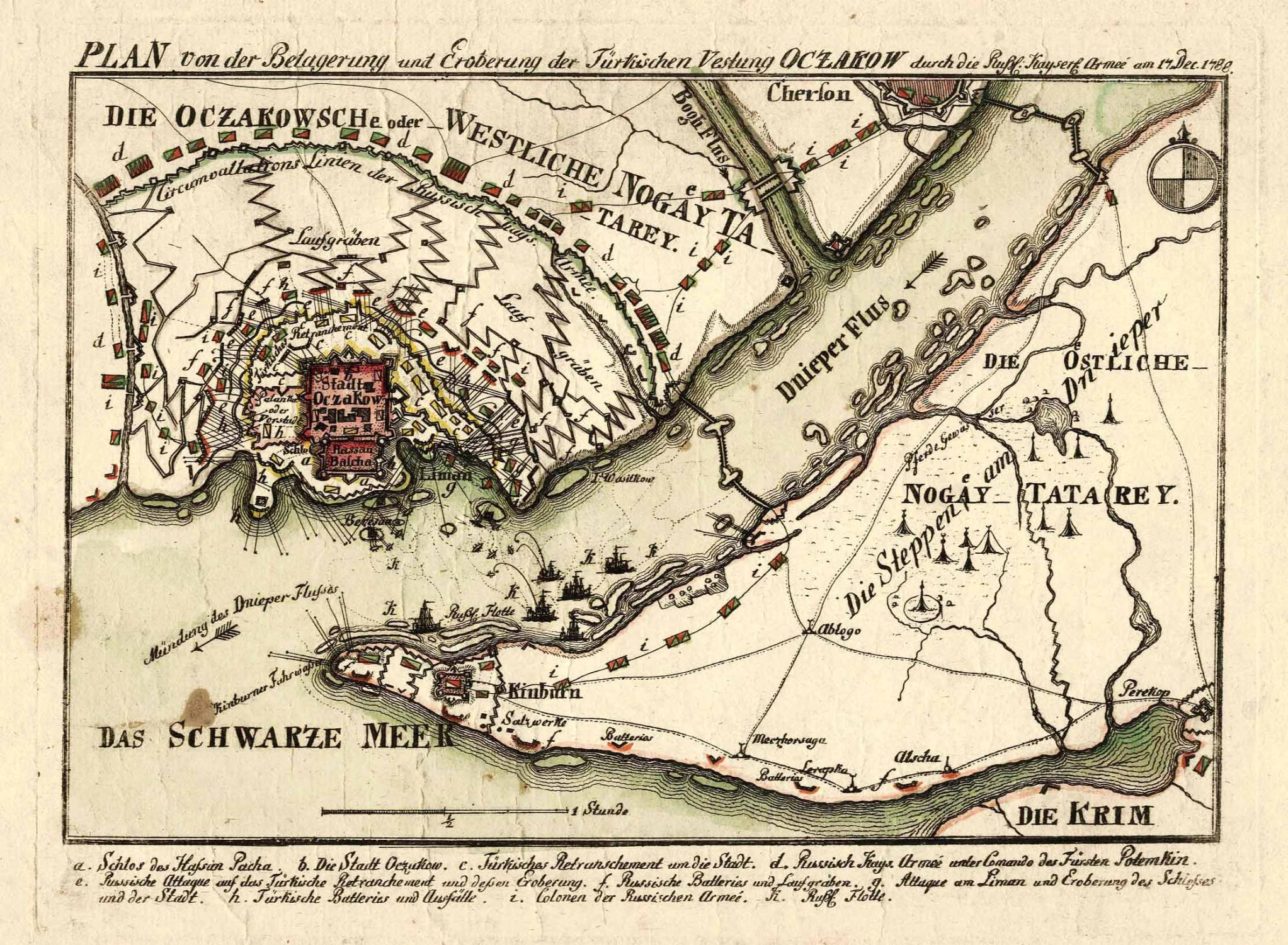
Le siège avec ses tranchées d'approche.

Les Turcs firent plusieurs tentatives pour briser le siège. Le 27 juillet 1788, environ 5 000 janissaires attaquèrent les positions de l'unité des Cosaques de l'armée russe, l'obligeant à se retirer. Souvorov conduisit personnellement les renforts et chassa les janissaires jusqu'aux portes d'Otchakov, mais il fut blessé.
Hassan Pacha espérait recevoir des renforts de la flotte turque, en train de se rassembler, mais après l'attaque de la flotte de l'amiral Alexeï Seniavine, les renforts turcs furent bloqués.
L'état des deux armées déclinait, une épidémie menaçait et le temps était de plus en plus froid. Potemkine se rendit finalement aux arguments de Souvorov. Dans la nuit du 6 décembre 1788, les Russes attaquèrent et s'emparèrent du palais de Hassan Pacha, obligeant ses gardes à se rendre. Environ 4 000 Turcs furent faits prisonniers, y compris Hassan Pacha lui-même, mais la plus grande partie de la garnison fut massacrée au cours des combats de rue.
La victoire russe a été glorifiée dans une ode célèbre de Gavril Derjavine.